# Аміноглікозиди

Структурна формула стрептоміцину — першого представника аміноглікозидів

Аміноглікозиди — група природних та напівсинтетичних антибіотиків, до складу молекули яких входять аміносахариди, що з'єднані глікозидним зв'язком із агліконовим фрагментом — гексозою. Гексоза в молекулі стрептоміцину представлена стрептидином, у інших аміноглікозидів — 2-дезокси-D-стрептаміном. Аміноглікозиди відрізняються також по кількості аміноглікозидних радикалів — у неоміцину є в наявності три, а в канаміцину і гентаміцину два таких радикали.

## Історія відкриття
Перший аміноглікозид — стрептоміцин — був виділений групою дослідників на чолі з З. А. Ваксманом в 1943 році з культури грибка Streptomyces griseus. Пізніше, у 1949 році Ваксман та Лешевальє виділили з культури Streptomyces fradiae інший аміноглікозид — неоміцин. У 1957 році в Японії було отримано канаміцин з культури Streptomyces kanamyceticus. У 1963 році вперше отримано гентаміцин із культури грибків Micromonospora. В 70-х роках XX століття було впроваджено в клінічну практику тобраміцин і амікацин.

## Механізм дії
Аміноглікозиди діють бактерицидно, порушуючи синтез білка в бактеріальних клітинах. Проникаючи в клітини мікроорганізмів, аміноглікозиди порушують синтез білка двома шляхами — порушують ініціацію синтезу, зв'язуючись із 30S-субодиницею рибосоми та порушують процес зчитування інформації з РНК, що приводить до передчасного закінчення трансляції та передчасного від'єднання рибосомного комплексу від ще не до кінця синтезованого білка. Крім цього, аміноглікозиди можуть викликати заміни в амінокислотній послідовності, що приводить до синтезу дефектних білків. На відміну від інших груп антибіотиків, що порушують синтез білка, аміноглікозиди діють бактерицидно. Імовірно, це пов'язано з тим, що в результаті порушення синтезу білка та утворення дефектних поліпептидів руйнується цитоплазматична мембрана і порушуються інші важливі функції клітини, що веде до її загибелі. Ступінь активності аміноглікозидів залежить від їх концентрації в крові (дозозалежний ефект).

## Класифікація
Аміноглікозиди поділяють за поколіннями по часу введення в клінічну практику, а також по походженню антибіотика з культур мікроорганізмів.
За поколіннями аміноглікозиди поділяють на чотири покоління: 
- I покоління — Стрептоміцин, Неоміцин, Канаміцин, Мономіцин[1].
- II покоління — Гентаміцин.
- III покоління — Тобраміцин, Сизоміцин, Амікацин, Нетилміцин.
- IV покоління — Ізепаміцин.

За походженням аміноглікозиди можна поділити на дві групи:
- До похідних Streptomyces належать стрептоміцин, неоміцин, фраміцетин, паромоміцин, рібостаміцин, канаміцин, амікацин, арбекацин, беканаміцин, дібекацин, тобраміцин, спектиноміцин, гігроміцин B.
- До похідних Micromonospora належать гентаміцин, сізоміцин, нетилміцин, ізепаміцин, вердаміцин, астроміцин.

## Фармакокінетика
Більшість аміноглікозидів погано всмоктуються в шлунково-кишковому тракті, тому застосовуються парентерально або місцево. Перорально можуть застосовуватись неоміцин для деконтамінації кишечника перед операцією і паромоміцин як антипротозойний препарат. При парентеральному застосуванні біодоступність антибіотиків досягає 100 %. Максимальна концентрація в крові досягається через 15 хв. при внутрішньовенному введенні та через 30 хв. — при внутрішньом'язовому введенні. Аміноглікозиди створюють високі концентрації в позаклітинній рідині, сироватці крові, асцитичній рідині, ексудаті абсцесів, перикардіальній та плевральній рідинах, синовіальній рідині, лімфатичній системі, перитонеальній рідині, нирках, печінці, легенях. Низькі концентрації препаратів створюються в мокроті, бронхіальному секреті, жовчі. Аміноглікозиди погано проходять через гематоенцефалічний бар'єр, але при запаленні мозкових оболон концентрація антибіотиків у спинномозковій рідині може підвищуватись. Аміноглікозиди проникають через плацентарний бар'єр та виділяються в грудне молоко. Аміноглікозиди не метаболізуються в організмі, виводяться з організму з сечею в незміненому вигляді. Період напіввиведення препаратів становить 2-4 години, при нирковій недостатності цей час може зростати до 70 годин.

## Показання до застосування
Аміноглікозиди застосовують переважно при тяжких системних інфекціях, що спричинюють аеробні грамнегативні бактерії та стафілококи: при сепсисі, септичному ендокардиті, остеомієліті, перитоніті, інфекціях органів малого таза, септичному артриті, госпітальних пневмоніях, гарячці у хворих на нейтропенію, діабетичній стопі, менінгіти. Стрептоміцин був створений як перший антибіотик для лікування туберкульозу і залишається препаратом першої лінії для лікування туберкульозу. Як резервні препарати для лікування туберкульозу застосовують канаміцин та амікацин при неефективності основних протитуберкульозних засобів. Стрептоміцин застосовується в лікуванні туляремії, чуми, бруцельозу. Аміноглікозиди неефективні при інфекціях, які спричинюють стрептококи і анаеробні бактерії, а також при тих інфекціях, які спричинюють бактерії, для яких притаманне внутрішньоклітинне розмноження.

## Побічна дія
При застосуванні аміноглікозидів найчастішими побічними ефектами є дія на центральну нервову систему та органи чуттів — зниження слуху, неврит слухового нерва з імовірністю розвитку глухоти, вестибулярні розлади, порушення нервово-м'язової передачі, парестезії. Ототоксичність частіше спостерігають у хворих із груп ризику — порушенні функції нирок, осіб похилого віку або дітей до 3 років, вагітних, при тривалому (більше 2—3 тижнів) застосуванні та попередньому застосуванні інших аміноглікозидів, попередньому призначенні сильних діуретиків, при застосуванні інших ототоксчних або нефротоксичних ліків, дегідратації, при наявності ураження внутрішнього вуха. Найбільш ототоксичними препаратами є неоміцин та канаміцин, тому їх застосування обмежене. За даними досліджень, стрептоміцин, гентаміцин та сизоміцин більш вестибулотоксичні; а амікацин, канаміцин, неоміцин та нетилміцин більше кохлеотоксичні. Згідно досліджень, частота ототоксичної дії при застосуванні гентаміцину, тобраміцину та амікацину становить 6—13 %; а нетилміцину, який має найменшу ототоксичність, становить 2,6 %. Явища порушення нервово-м'язової передачі частіше спостерігають при внутрішньовенному або внутрішньопорожнинному введенні аміноглікозидів, і найчастіше спостерігали при застосуванні неоміцину. Частою побічною дією аміноглікозидів є нефротоксичність — інтерстиціальний нефрит, некроз канальців нирок, ниркова недостатність, олігурія, підвищення рівня креатиніну і сечовини в крові. Ці побічні ефекти частіше спостерігають через декілька діб застосування аміноглікозидів або при тривалому застосуванні. Згідно клінічних спостережень, найчастіше нефротоксичну дію спостерігали при застосуванні сизоміцину; але при аналізі екскреції аланінамінопептидази, що є маркером ураження нирок, найвищу нефротоксичність спостерігали при застосуванні амікацину. Алергічні реакції — висипання на шкірі, кропивниця,набряк Квінке, анафілактичний шок — при застосуванні аміноглікозидів спостерігаються рідше. Відносно рідко спостерігаються місцеві реакції при парентеральному введенні — флебіти при внутрішньовенному введенні; болючість та некроз підшкірної клітковини при внутрішньом'язовому введенні.

## Протипоказання
Аміноглікозиди протипоказані при підвищеній чутливості до препаратів групи аміноглікозидів, ботулізмі, міастенії, вагітності та годуванні грудьми, невриті слухового нерва.